# Schefflera
Schefflera is een geslacht uit de klimopfamilie (Araliaceae). Het geslacht heeft een verspreidingsgebied van de tropen tot in de warme gematigde gebieden van het Pacifisch gebied en Nieuw-Zeeland.
De planten zijn bomen, struiken of lianen. De lengtes kunnen variëren van 1-30 m. De stengels zijn houtig en dragen samengestelde, leerachtige bladeren. Er is geen hechte overeenstemming over de omschrijving van het geslacht: bij de ene auteur kan het veel groter zijn dan bij een andere.
Verscheidene soorten worden geteeld in potten als kamerplanten, het vaakst Schefflera actinaphylla. Tal van cultivars zijn ontwikkeld, vaak met bont of paars gebladerte.
De naam van het geslacht is een eerbetoon aan Jacob Christian Scheffler, een negentiende-eeuwse Duitse plantkundige.

## Soorten
- Schefflera balansana Baill.
- Schefflera candelabrum Baill.
- Schefflera coenosa (R.Vig.) Frodin
- Schefflera digitata J.R.Forst. & G.Forst.
- Schefflera euthytricha A.C.Sm.
- Schefflera kerchoveiana (Veitch ex W.Richards) Frodin & Lowry
- Schefflera leratii R.Vig.
- Schefflera neoebudica Guillaumin
- Schefflera ouveana (Däniker) Frodin
- Schefflera pseudocandelabrum R.Vig.
- Schefflera samoensis (A.Gray) Harms
- Schefflera vieillardii Baill.
- Schefflera vitiensis (A.Gray) Seem.

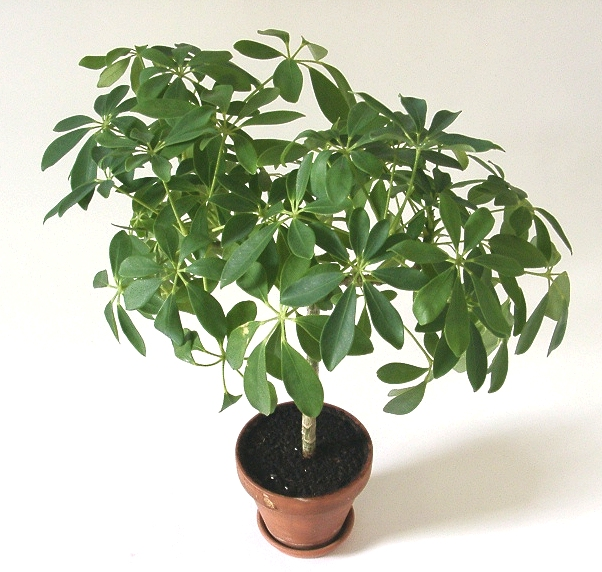
Schefflera arboricola
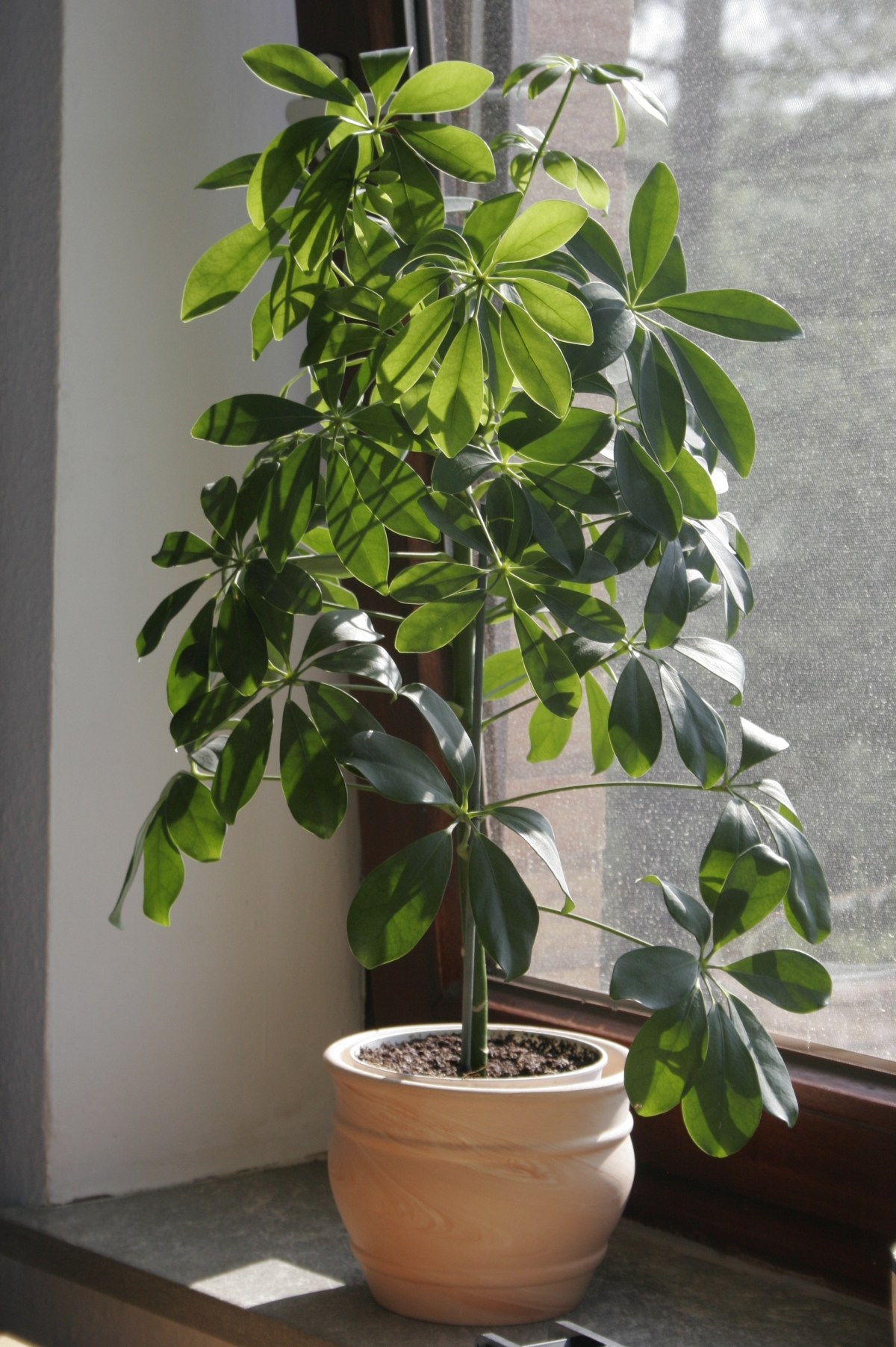
Schefflera actinaphylla
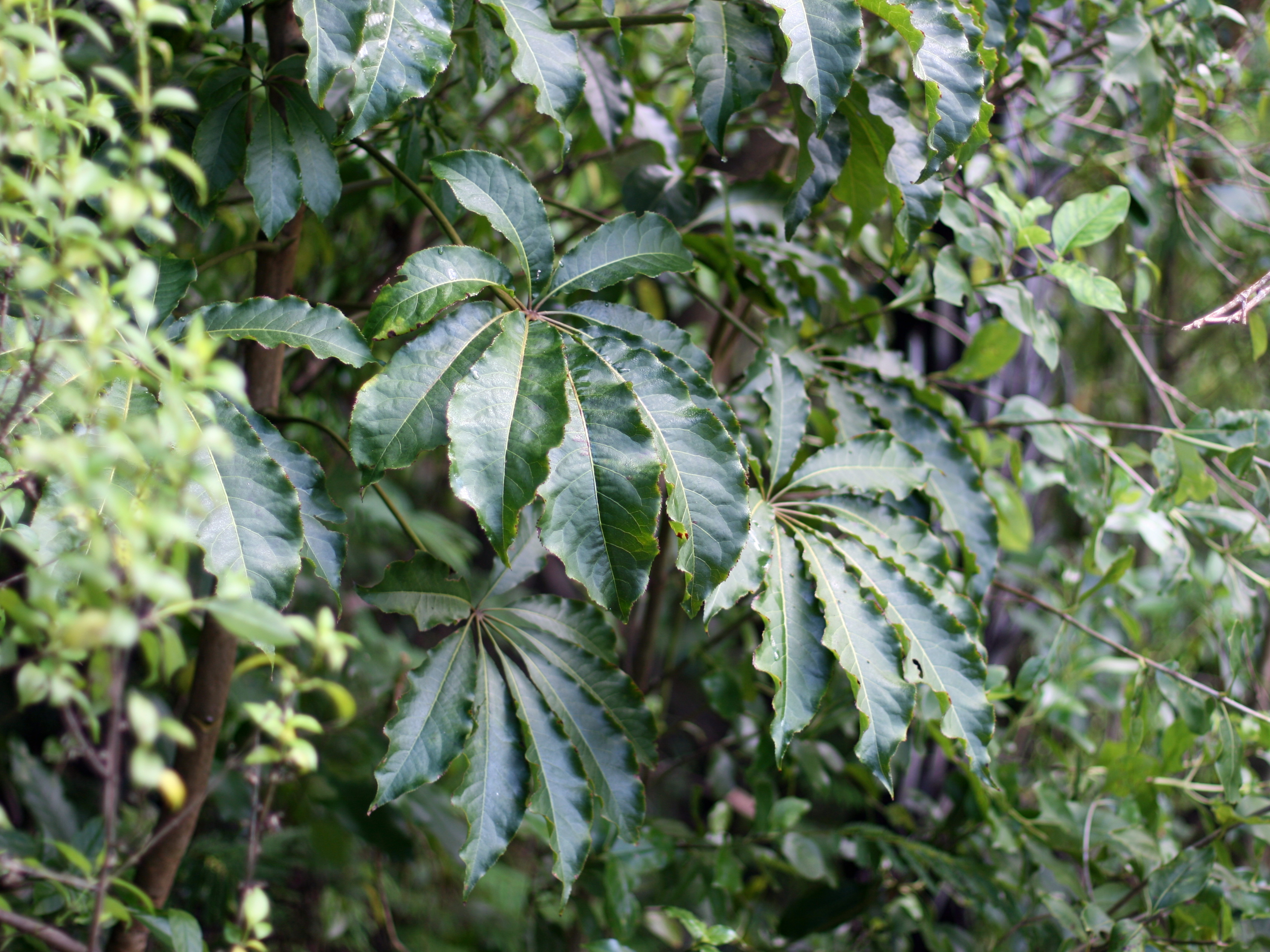
Schefflera digitata